# Olhiwka (obwód charkowski)
Olhiwka (ukr. Ольгівка) – wieś na Ukrainie, w obwodzie charkowskim, w rejonie iziumskim. W 2001 liczyła 62 mieszkańców, spośród których 56 posługiwało się językiem ukraińskim, a 6 rosyjskim.